# Cilicaeopsis corpulentis
Cilicaeopsis corpulentis is een pissebed uit de familie Sphaeromatidae. De wetenschappelijke naam van de soort is voor het eerst geldig gepubliceerd in 1926 door Baker.